# Riwallon de Dol
Riwallon Ier de Dol, surnommé Capra Canuta (Chèvre Chenue), né en 1015 et mort en 1065, est seigneur de Combourg et avoué de Dol soit « signifer sancti Samsonis » (c'est-à-dire porte-enseigne de Saint Samson). 

## Biographie

### Avoué de Dol
Riwallon est le fils du vicomte Hamon Ier d'Alet et de son épouse Roianteline fille de Riwall. Il appartient à la famille des vicomtes d'Aleth dynastie qui contrôle le nord-est de la Bretagne et est aussi à l'origine des seigneurs de Dinan et de Combourg. Il doit sa charge de « porte-enseigne de Saint Samson  » à son frère Junguenée (mort vers 1040), archevêque de Dol-de-Bretagne, qui est également à l'origine de la construction du château de Combourg situé à quatre lieues de la cité archiépiscopale et dont il confie la garde à Riwallon.  
Riwallon, vassal du duc Conan II de Bretagne, entre en rébellion contre son suzerain et fait appel au duc de Normandie Guillaume le Conquérant dans son affrontement avec le duc de Bretagne. Ce dernier qui assiégeait Dol-de-Bretagne est battu en 1064 mais le duc de Normandie ne pousse pas son avantage plus avant en Bretagne Guillaume sera d'ailleurs assez rapidement occupé à une tâche d'une autre envergure avec la conquête de l'Angleterre.

### Union et postérité
Riwallon épousa Aremburge du Puiset, fille de Gelduin vicomte de Chartres ; ils eurent :
- Guillaume, abbé de Saint-Florent de Saumur de 1070 à 1118 ;
- Jean Ier de Dol, seigneur de Combourg puis archevêque de Dol de 1081 à 1092 ;
- Gilduin de Dol, archevêque élu de Dol mort  à Chartres vers 1077 ;
- Havoise, épouse d'Alvus vicomte de Poher ;
- Geoffroy de Gorron (?).

Augustin du Paz lui attribue une fille nommée Berthe (morte religieuse en  1085) épouse de Geoffroy Grenonat.